# Norman Peak
Norman Peak är en bergstopp i Antarktis. Den ligger i Västantarktis. Argentina, Chile och Storbritannien gör anspråk på området. Toppen på Norman Peak är 1 790 meter över havet.
Terrängen runt Norman Peak är varierad. Trakten är obefolkad. Det finns inga samhällen i närheten.